# لويس دارك
لويس دارك (بالإنجليزية: Lewis Dark)‏ هو لاعب كرة قدم بريطاني في مركز الوسط، ولد في 10 أبريل 1989 في هارلو في المملكة المتحدة. لعب مع نادي برينتفورد ونادي فارنبوروه ونادي فيشر أثليتيك ونادي كرولي تاون وهيبريدج سويفتس.

## وصلات خارجية
- لويس دارك على موقع قاعدة بيانات كرة القدم.إي يو (الإنجليزية)
- لويس دارك على موقع Soccerbase.com (لاعب) (الإنجليزية)